# Хамфри, Карла
Карла Хамфри (англ. Carla Humphrey; род. 15 декабря 1996, Кембриджшир, Восточная Англия) — английская футболистка, полузащитник клуба «Чарльтон Атлетик».

## Клубная карьера
Хамфри начала играть в футбол за местную команду мальчиков в Брэмптоне, а затем два года играла в «Рашден энд Даймондс». В 2006 году она присоединилась к Женскому центру передового опыта клуба «Арсенал» и продвигалась по возрастным группам. Хамфри хорошо выступила в академии, выиграв дважды Молодежный кубок Англии, лигу до 17 лет и лигу развития Англии. В своём последнем сезоне в Южном дивизионе Лиги развития она стала лучшим бомбардиром с 22 голами в 20 играх и была признана игроком года по версии игроков.
Она подписала свой первый профессиональный контракт с «Арсеналом» в феврале 2015 года. После сезона 2015, когда у нее было ограниченное игровое время, Хамфри отправилась в аренду в «Донкастер Роверс Беллс» на сезон 2016. Она вернулась в «Арсенал» на весеннюю серию 2017. После этой серии Хамфри подписал контракт с «Бристоль Сити» перед сезоном 2017/2018.
Хамфри подписала контракт с «Ливерпулем» в июле 2021 года и помогла клубу вернуться в Суперлигу в её первом сезоне.
В августе 2023 года Хамфри подписал двухлетний контракт с «Чарльтон Атлетик».

## Карьера за сборную
На международном уровне Хамфри представлял Англию на всех юношеских и молодёжных уровнях: до 15, до 17, до 19, до 20 и до 23 лет.

## Достижения

### «Ливерпуль»
- Победительница Чемпионшипа: 2021/22[14]